# Пескоу, Донна
До́нна Пе́скоу (англ. Donna Pescow; род. 24 марта 1954, Бруклин, Нью-Йорк) — американская актриса и режиссёр.

## Жизнь и карьера
Донна Пескоу родилась в Бруклине, Нью-Йорк, в еврейской семье. Её отец владел газетным киоском в центре Нью-Йорка. Она начала свою карьеру с участия в Офф-Бродвейских постановках, часто исполняя главные роли.
В 1977 году она получила широкую известность благодаря роли в успешном фильме «Лихорадка субботнего вечера». Позже она сыграла главную роль в комедии «Энджи», которая принесла ей номинацию на «Золотой глобус» в 1980 году. В последующие несколько лет она в основном работала на телевидении.
В 1982 году она стала играть роль доктора Линн Карсон в сериале «Все мои дети». Этот персонаж стал первым персонажем-лесбиянкой на тв в то время. С 1987 по 1991 год она играла роль Донны Гарланд в ситкоме «Фантастическая девушка». После его завершения она сделала несколько гостевых появлений в сериалах, а с 1999 по 2003 вернулась к ролям в ситкомах, снимаясь в комедии «Зажигай со Стивенсами». В период между 1999—2001 годами она также имела роль в мыльной опере «Главный госпиталь».
В последние годы Пескоу в основном делала редкие гостевые появления в таких шоу как «Клан Сопрано» и «Расследование Джордан» в 2007, «Детектив Раш» в 2010 и «Следствие по телу» в 2011 годах.